# わたしたちの学級活動
『わたしたちの学級活動』（わたしたちのがっきゅうかつどう）は、1966年4月8日から1971年3月19日までNHK教育テレビジョンで放送された中学校特別活動向け学校放送番組である。

## 放送時間
| 期間                | 放送時間                                                         |
| ------------------- | ---------------------------------------------------------------- |
| 1966年度 - 1968年度 | 月曜日 14:00 - 14:20／金曜日 15:00 - 15:20                       |
| 1969年度 - 1970年度 | 月曜日 14:20 - 14:40／木曜日 13:00 - 13:20／金曜日 14:55 - 15:15 |

## 放送リスト

### 1966年度
- 1966年04月08日 わたしたちは中学生
- 1966年04月18日 楽しいクラス作り
- 1966年04月25日 まちがえた道 1
- 1966年05月02日 まちがえた道 2
- 1966年05月09日 わたしたちの進路学習
- 1966年05月16日 自分を知ろう 1
- 1966年05月23日 自分を知ろう 2
- 1966年05月30日 戸村君の悩み
- 1966年06月06日 里子さんの悩み
- 1966年06月13日 わたしは10代
- 1966年06月20日 農村に生きる
- 1966年06月27日 機械を作る 小松製作所粟津工場
- 1966年07月04日 鉄道員
- 1966年07月11日 夏休みの生活設計
- 1966年09月02日 仲よしグループ
- 1966年09月12日 わたしは保母
- 1966年09月19日 ぼくは自動車整備士
- 1966年09月26日 警察官となって
- 1966年10月03日 ドラマ 「みえない壁」
- 1966年10月14日 電力を作る
- 1966年10月17日 客船で働く人びと
- 1966年10月24日 店員
- 1966年10月31日 電気器具工場を訪ねて
- 1966年11月07日 こんな職場・あんな職場
- 1966年11月14日 親の意見子の意見
- 1966年11月21日 いろいろな学校 1
- 1966年11月28日 いろいろな学校 2
- 1966年12月05日 働きながら学ぶ
- 1966年12月12日 職業訓練所を訪ねて
- 1966年12月19日 楽しいレクリエーション
- 1967年01月09日 新しい年を迎えて 新年の抱負を語る
- 1967年01月16日 わたしの進路計画
- 1967年01月23日 故郷をはなれて
- 1967年01月30日 仲間とともに
- 1967年02月06日 先輩からのたより 1
- 1967年02月13日 先輩からのたより 2
- 1967年02月20日 わたしの学習法
- 1967年02月27日 中学生活の思い出
- 1967年03月06日 卒業する人へ
- 1967年03月13日 省みれば

### 1967年度
- 1967年04月10日 中学生になって
- 1967年04月17日 クラブ訪問
- 1967年04月24日 クラス訪問
- 1967年05月08日 自己を生かす
- 1967年05月15日 産業のいろいろ 1
- 1967年05月22日 戸村君の悩み
- 1967年05月29日 産業のいろいろ 2
- 1967年06月05日 里子さんの悩み
- 1967年06月12日 産業のいろいろ 3
- 1967年06月19日 自分を知ろう
- 1967年06月26日 あすをになう 1 農業に従事する人々
- 1967年07月03日 あすをになう 2 建設業に従事する人々
- 1967年07月10日 あすをになう 3 デパートで働く人びと
- 1967年07月17日 もうすぐ夏休み
- 1967年09月01日 新学期を迎えて
- 1967年09月11日 海に生きる人々
- 1967年09月18日 警察官となって
- 1967年09月25日 健康を守るひとびと
- 1967年10月02日 なかま
- 1967年10月09日 この子らとともに ある分校教師の記録
- 1967年10月16日 見えない壁
- 1967年10月23日 こんな職場あんな職場
- 1967年10月30日 二つの道
- 1967年11月06日 学校訪問
- 1967年11月13日 長所・短所
- 1967年11月20日 進路と相談
- 1967年11月27日 いろいろな学校 1
- 1967年12月04日 いろいろな学校 2 高等専門学校
- 1967年12月11日 いろいろな学校 3 各種学校・職業訓練所
- 1967年12月18日 レクリエーション
- 1968年01月08日 新年を迎えて
- 1968年01月22日 受験を前に
- 1968年01月29日 あれから三年 キューポラのある街で
- 1968年02月05日 あすをみつめて 働きながら学ぶ
- 1968年02月12日 孤独と友情
- 1968年02月19日 ある転職
- 1968年02月26日 明るい職場 富士電機株式会社吹上工場
- 1968年03月04日 年少労働者の保護
- 1968年03月11日 卒業を前に
- 1968年03月18日 進級を前に

### 1968年度
- 1968年04月08日 中学生時代
- 1968年04月15日 ただいま部員募集中
- 1968年04月22日 適性を考える
- 1968年05月06日 あなたは何になりたい
- 1968年05月13日 クラス討論会
- 1968年05月20日 上級学校とわたしたち
- 1968年05月27日 ぼくはぼく・わたしはわたし
- 1968年06月03日 オートメーション時代とわたしたち
- 1968年06月10日 ある対立
- 1968年06月17日 親の意見・子の意見
- 1968年06月24日 農業に生きる
- 1968年07月01日 菓子づくりにかける
- 1968年07月08日 わたしの夏休みプラン
- 1968年07月15日 クラスジャーナル 「学校ぐるみの善行運動」「日刊学級新聞づくり」
- 1968年09月02日 わたしの夏休みリポート
- 1968年09月09日 なんでも相談室
- 1968年09月16日 若い力
- 1968年09月30日 巨船誕生
- 1968年10月07日 村を明るく 保健婦と農業改良普及員の仕事
- 1968年10月14日 ガリ勉屋のいいぶん
- 1968年10月21日 がんばれ生徒会長
- 1968年10月28日 文化祭訪問記
- 1968年11月04日 学園広場
- 1968年11月11日 白衣の天使を夢みて
- 1968年11月18日 金メダルをめざして
- 1968年11月25日 東京駅24時
- 1968年12月02日 趣味を生かす
- 1968年12月09日 あすをになう
- 1968年12月16日 のれんと背広
- 1968年12月23日 クラスジャーナル レクリェーションと学級づくり
- 1969年01月10日 ぼくの希望・わたしの希望
- 1969年01月20日 栄光への道
- 1969年01月27日 あすにかける青春
- 1969年02月03日 ある生活 1 孤独と友情
- 1969年02月10日 ある生活 2 ある転職
- 1969年02月17日 開幕5分前
- 1969年02月24日 やさしい労働法教室
- 1969年03月03日 ぼくの意見，わたしの意見
- 1969年03月10日 わたしと職業
- 1969年03月17日 進級を前に

### 1969年度
- 1969年04月10日 中学生になって
- 1969年04月21日 クラブ活動を考える
- 1969年04月28日 進路の設計
- 1969年05月12日 進路学習とわたしたち
- 1969年05月19日 産業と職業 第一次産業
- 1969年05月26日 ある迷路 進路と悩み
- 1969年06月02日 健康と安全
- 1969年06月09日 産業と職業 第二次産業（造船業，鉄鋼業）
- 1969年06月16日 進路と悩み 2
- 1969年06月23日 自分を知る
- 1969年06月30日 産業と職業 第三次産業をめぐって
- 1969年07月07日 夏休みの生活設計
- 1969年07月14日 クラスジャーナル
- 1969年09月01日 夏休みの反省
- 1969年09月08日 資格と職業 1
- 1969年09月22日 資格と職業 2
- 1969年09月29日 資格と職業 3
- 1969年10月06日 勉強についての悩み
- 1969年10月13日 われら嫁っ子
- 1969年10月20日 なかまとともに
- 1969年10月27日 現代をとらえる
- 1969年11月10日 なかま たすけあい学習
- 1969年11月17日 二つの道
- 1969年11月24日 上級学校の研究 1 高等学校
- 1969年12月01日 上級学校の研究 2 高等専門学校
- 1969年12月08日 上級学校の研究 3 大学
- 1969年12月15日 上級学校の研究 4 各種学校
- 1969年12月22日 クラスジャーナル
- 1970年01月08日 新春クラス会
- 1970年01月19日 にわとり文庫」 大泉　俊
- 1970年01月26日 働きながら学ぶ」 ―ある青春
- 1970年02月02日 やさしい労働法教室
- 1970年02月09日 都会で働く若者たち
- 1970年02月16日 余暇と生活
- 1970年02月23日 10年後の職業
- 1970年03月02日 卒業にあたって
- 1970年03月09日 進級を前に
- 1970年03月16日 クラス・ジャーナル

### 1970年度
- 1970年04月09日 中学生時代
- 1970年04月20日 かくれた力 クラブ活動を考える
- 1970年04月27日 ごきぶり ある交通事故
- 1970年05月04日 長所と短所 自己理解
- 1970年05月11日 ある修学旅行
- 1970年05月18日 ある願い
- 1970年05月25日 ある対話
- 1970年06月01日 クラスジャーナル
- 1970年06月08日 労働と報酬
- 1970年06月15日 ある亀裂
- 1970年06月22日 ぼくの意見，わたしの意見
- 1970年06月29日 地域と個人
- 1970年07月06日 進路の設計
- 1970年07月13日 心と健康
- 1970年07月20日 クラス・ジャーナル
- 1970年09月03日 新学期を迎えて
- 1970年09月14日 二つの道
- 1970年09月21日 生徒会はだれのもの
- 1970年09月28日 上級学校研究 1 高等学校
- 1970年10月05日 勉強はなんのため
- 1970年10月12日 職場からの報告 1
- 1970年10月19日 趣味と人生
- 1970年10月26日 上級学校研究 2
- 1970年11月02日 資格と職業
- 1970年11月09日 職場からの報告 第二次産業
- 1970年11月16日 いちばん小さい社会
- 1970年11月30日 上級学校研究 3
- 1970年12月07日 勉強についての悩み
- 1970年12月14日 職場からの報告 第三次産業
- 1970年12月21日 クラスジャーナル
- 1971年01月08日 わが青春時代
- 1971年01月18日 にわとり文庫 先輩の生きかたに学ぶ
- 1971年01月25日 あすにかける 1
- 1971年02月01日 あすにかける 2
- 1971年02月08日 適応・不適応 高校生活を考える
- 1971年02月15日 適応・不適応 職業を考える
- 1971年02月22日 寒風にきたえる
- 1971年03月01日 1日は24時間 時間の有効な使いかた
- 1971年03月08日 能力とは
- 1971年03月15日 ある学級の1年